# Yanbian Funde Football Club
Maillots
Le Yanbian Funde Football Club (en chinois : 延边富德足球俱乐部), plus couramment abrégé en Yanbian Fude, est un ancien club chinois de football fondé en 1955 et disparu en 2019, et basé dans la ville de Yanji, dans la province du Jilin.

## Histoire du club

### Différents noms du club
- 1955–1956 : Jilin FC
- 1957–1958 : Changchun FC
- 1959–1993 : Jilin FC
- 1994 : Jilin Samsung
- 1995–1996 : Yanbian Hyundai
- 1997–1998 : Yanbian Aodong
- 1999–2000 : Jilin Aodong
- 2001–2003 : Yanbian FC
- 2004 : Yanbian Shiji
- 2005–2010 : Yanbian FC
- 2011–2013 : Yanbian Changbai Tiger
- 2014–2015 : Yanbian Changbaishan
- 2016–2018 : Yanbian Funde

### Histoire
En 1997, Yanbian Aodong termine 4e du Championnat de Chine de football. En 2001, le club est relégué en deuxième division.
En 25 février 2019, Yanbian Funde Football Club a été liquidé(disparu) à cause de problèmes financiers[réf. nécessaire].

## Bilan sportif

### Palmarès
| Compétitions nationales |  |                                                                            |
| \| - Championnat de Chine (1) : - Champion : 1965. - Championnat de Chine D2 (1) : - Champion : 1964. \| \| - Championnat de Chine D3 (1) : - Champion : 1990. - Vice-champion : 2004. \| |  |                                                                            |
| - Championnat de Chine (1) : - Champion : 1965. - Championnat de Chine D2 (1) : - Champion : 1964.                                                                                        |  | - Championnat de Chine D3 (1) : - Champion : 1990. - Vice-champion : 2004. |

| - Championnat de Chine (1) : - Champion : 1965. - Championnat de Chine D2 (1) : - Champion : 1964. |  | - Championnat de Chine D3 (1) : - Champion : 1990. - Vice-champion : 2004. |

## Personnalités du club

### Présidents du club
- Piao Chengxiong

### Entraîneurs du club
Le tableau suivant présente la liste des entraîneurs du club depuis 1962.
| Rang | Nom            | Période   |
| ---- | -------------- | --------- |
| 1    | Piao Wanfu     | 1962-1966 |
| 2    | ?              | 1967-1990 |
| 3    | Li Huen        | 1991-1995 |
| 4    | Zheng Zhongxie | 1995      |
| 5    | Li Huen        | 1996      |

| Rang | Nom           | Période   |
| ---- | ------------- | --------- |
| 1    | Choi Eun-taek | 1997-1998 |
| 2    | Gao Hui       | 1998-2000 |
| 3    | Li Huen       | 2000-2003 |
| 4    | Gao Hui       | 2004-2007 |
| 5    | Zhao Yongyuan | 2008-2009 |

| Rang | Nom                    | Période   |
| ---- | ---------------------- | --------- |
| 1    | Jin Guangzhu           | 2009-2011 |
| 2    | Zheng Xianglong        | 2011-2012 |
| 3    | Cho Keung-yeon         | 2012      |
| 4    | Jin Guangzhu (intérim) | 2012      |
| 5    | Cho Keung-yeon         | 2013      |

| Rang | Nom                    | Période   |
| ---- | ---------------------- | --------- |
| 1    | Li Guanghao (intérim)  | 2013      |
| 2    | Li Huen                | 2014      |
| 3    | Li Guanghao            | 2014      |
| 4    | Gao Zhongxun (intérim) | 2014      |
| 5    | Park Tae-ha            | 2015-2018 |

| Rang | Nom                    | Période   |
| ---- | ---------------------- | --------- |
| 1    | Cho Jong-hwa (intérim) | 2018      |
| 2    | Hwang Sun-hong         | 2018-2019 |

### Effectif actuel
| N° | Nat.                                        | Poste | Nom du joueur     |
| -- | ------------------------------------------- | ----- | ----------------- |
| 1  | Drapeau de la République populaire de Chine | G     | Yin Guang         |
| 6  | Drapeau de la République populaire de Chine | A     | Li Xun            |
| 7  | Drapeau de la République populaire de Chine | M     | Han Guanghui      |
| 8  | Drapeau de la République populaire de Chine | M     | Chi Zhongguo      |
| 9  | Drapeau de la Corée du Sud                  | A     | Kim Seung-dae     |
| 10 | Drapeau de la Gambie                        | M     | Bubacarr Trawally |
| 11 | Drapeau de la République populaire de Chine | M     | Cui Ren           |
| 12 | Drapeau de la République populaire de Chine | D     | Jiang Hongquan    |
| 13 | Drapeau de la République populaire de Chine | A     | Jin Bo            |
| 14 | Drapeau de la Corée du Sud                  | M     | Yoon Bit-garam    |
| 15 | Drapeau de la République populaire de Chine | D     | Han Qingsong      |
| 16 | Drapeau de la République populaire de Chine | A     | Wu Yongchun       |
| 17 | Drapeau de la République populaire de Chine | D     | Piao Shihao       |
| 18 | Drapeau de la Corée du Sud                  | A     | Ha Tae-goon       |

| No. | Nat.                                        | Position | Nom du joueur  |
| --- | ------------------------------------------- | -------- | -------------- |
| 19  | Drapeau de la République populaire de Chine | M        | Li Hao         |
| 20  | Drapeau de la République populaire de Chine | D        | Cui Min        |
| 21  | Drapeau de la République populaire de Chine | D        | Jin Xian       |
| 22  | Drapeau de la République populaire de Chine | G        | Chi Wenyi      |
| 23  | Drapeau de la République populaire de Chine | D        | Pei Yuwen      |
| 24  | Drapeau de la République populaire de Chine | M        | Li Haojie      |
| 25  | Drapeau de la République populaire de Chine | D        | Jin Hongyu     |
| 26  | Drapeau de la République populaire de Chine | M        | Wen Xue        |
| 29  | Drapeau de la République populaire de Chine | M        | Exmetjan Ekber |
| 30  | Drapeau de la République populaire de Chine | D        | Yin Changji    |
| 31  | Drapeau de la République populaire de Chine | G        | Dong Jialin    |
| 32  | Drapeau de la République populaire de Chine | G        | Li Junyu       |
| 33  | Drapeau de la République populaire de Chine | A        | Sun Jun        |

### Joueurs emblématiques
- Nikola Petković

## Identité du club

### Logos du club

Ancien logo